# Бердск
Бердск (рус. Бердск) град је у Русији у Новосибирској области. Према попису становништва из 2010. у граду је живело 97.288 становника.

## Становништво
Према прелиминарним подацима са пописа, у граду је 2010. живело 97.288 становника, 8.843 (10,00%) више него 2002.
| 1939.  | 1959.  | 1970.  | 1979.  | 1989.  | 2002.  | 2010.  |
| ------ | ------ | ------ | ------ | ------ | ------ | ------ |
| 11.018 | 29.021 | 53.162 | 67.336 | 79.252 | 88.445 | 97.296 |